# المدانى (الحيمة الخارجية)

تعديل مصدري - تعديل

المدانى هي إحدى قرى عزلة الربع بمديرية الحيمة الخارجية التابعة لمحافظة صنعاء، بلغ تعداد سكانها 117 نسمة حسب تعداد اليمن لعام 2004.